# Vlatko Čančar
Vlatko Čančar (Koper, 10 april 1997) is een Sloveens basketballer die sinds 2019 onder contract staat bij de Denver Nuggets in de NBA. Hij speelt als small forward.

## Carrière
Čančar begon zijn professionele loopbaan in eigen land in 2012 bij Koš Koper, waar hij ook zijn opleiding had genoten. Daarna trok hij in 2014 naar KK Olimpija Ljubljana, waar hij op 16 april 2015 een 5-jarig contract tekende. Tussendoor werd Čančar uitgeleend aan KK Škofja Loka. In 2016 verliet hij zijn thuisland voor het Servische Mega Leks. In 2017 werd hij in de NBA-draft gekozen door de Denver Nuggets Hij bleef echter spelen voor Mega Leks om in maart 2018 te worden uitgeleend aan San Pablo Burgos, waarvoor hij ook in het seizoen 2018-2019 zou uitkomen. In augustus 2019 tekende Čančar een meerjarig contract bij de Denver Nuggets. Op 31 oktober 2019 maakte Čančar zijn NBA-debuut voor de Denver Nuggets. In zijn rookie-seizoen in de NBA werd Čančar in 14 wedstrijden uitgespeeld als wisselspeler. Daarnaast speelde hij nog voor de Erie Bayhawks in de NBA G League. Ook de daaropvolgende seizoen was Čančar voornamelijk wisselspeler. Op 7 juli 2022 tekende Čančar een nieuw 3-jarig contract in Denver.
Tijdens het seizoen 2022/23 speelde Čančar 60 wedstrijden, goed voor een gemiddelde van 14,8 minuten en 5 punten per wedstrijd. Čančar droeg zo zijn steentje bij aan de eerste NBA-titel van de Denver Nuggets.
Op 4 augustus 2023 liep Čančar tijdens een vriendschappelijke interland van Slovenië tegen Griekenland een blessure op aan zijn linkse voorste kruisband. Als gevolg van deze blessure miste Čančar het ganse seizoen 2023/24. Op 9 juli 2024 tekende Čančar een nieuw contract bij Denver. Op 19 november 2024 viel Čančar tijdens een wedstrijd tegen de Memphis Grizzlies opnieuw geblesseerd uit. Een nieuwe operatie drong zich op en Čančar was zo opnieuw voor lange tijd buiten strijd.

## Erelijst
- NBA-kampioen: 2023
- Europees kampioen: 2017

### Statistieken
| Legenda | Legenda                | Legenda | Legenda                 | Legenda | Legenda               |
| ------- | ---------------------- | ------- | ----------------------- | ------- | --------------------- |
| WG      | Wedstrijden gespeeld   | WS      | Wedstrijden als starter | MPW     | Minuten per wedstrijd |
| FG%     | Fieldgoal-percentage   | 3P%     | Drie-punterpercentage   | VW%     | Vrije-worppercentage  |
| RPW     | Rebounds per wedstrijd | APW     | Assists per wedstrijd   | SPW     | Steals per wedstrijd  |
| BPW     | Blocks per wedstrijd   | PPW     | Punten per wedstrijd    | Vet     | Hoogste in carrière   |

#### Regulier NBA-seizoen
| Seizoen  | Team           | WG                             | WS                             | MPW                            | 2P%                            | 3P%                            | FG%                            | RPW                            | APW                            | SPW                            | BPW                            | PPW                            |
| -------- | -------------- | ------------------------------ | ------------------------------ | ------------------------------ | ------------------------------ | ------------------------------ | ------------------------------ | ------------------------------ | ------------------------------ | ------------------------------ | ------------------------------ | ------------------------------ |
| 2019/20  | Denver Nuggets | 14                             | 0                              | 3,2                            | 0,400                          | 0,167                          | 1,000                          | 0,7                            | 0,2                            | 0,1                            | 0,1                            | 1,2                            |
| 2020/21  | Denver Nuggets | 41                             | 1                              | 6,9                            | 45,8                           | 27,3                           | 76,9                           | 1,2                            | 0,3                            | 0,3                            | 0,0                            | 2,1                            |
| 2021/22  | Denver Nuggets | 15                             | 1                              | 11,7                           | 56,1                           | 58,3                           | 64,3                           | 2,1                            | 1,1                            | 0,1                            | 0,2                            | 4,1                            |
| 2022/23  | Denver Nuggets | 60                             | 9                              | 14,8                           | 47,6                           | 37,4                           | 92,7                           | 2,1                            | 1,3                            | 0,4                            | 0,2                            | 5,0                            |
| 2023/24  | Denver Nuggets | Speelde niet door een blessure | Speelde niet door een blessure | Speelde niet door een blessure | Speelde niet door een blessure | Speelde niet door een blessure | Speelde niet door een blessure | Speelde niet door een blessure | Speelde niet door een blessure | Speelde niet door een blessure | Speelde niet door een blessure | Speelde niet door een blessure |
| 2024/25  | Denver Nuggets | 13                             | 0                              | 10,5                           | 38,5                           | 26,7                           | —                              | 2,5                            | 0,7                            | 0,2                            | 0,2                            | 1,8                            |
| Carrière | Carrière       | 143                            | 11                             | 10,7                           | 47,2                           | 35,4                           | 84,7                           | 1,8                            | 0,9                            | 0,3                            | 0,2                            | 3,4                            |

### Play-offs
| Seizoen  | Team           | WG | WS | MPW | 2P%    | 3P%    | FG%   | RPW | APW | SPW | BPW | PPW |
| -------- | -------------- | -- | -- | --- | ------ | ------ | ----- | --- | --- | --- | --- | --- |
| 2020/21  | Denver Nuggets | 5  | 0  | 4,2 | 100,00 | 100,00 | 80,00 | 0,6 | 0,2 | 0,2 | 0,2 | 2,2 |
| 2021/22  | Denver Nuggets | 2  | 0  | 4,5 | 66,7   | 50,0   | -     | 1,0 | 0,5 | 0   | 0   | 2,5 |
| 2022/23  | Denver Nuggets | 5  | 0  | 2,0 | 0,0    | 0,0    | -     | 0,6 | 0,2 | 0   | 0   | 0   |
| 2024/25  | Denver Nuggets | 3  | 0  | 3,7 | -      | -      | -     | 0,7 | 0,0 | 0,0 | 0,0 | 0,0 |
| Carrière | Carrière       | 15 | 0  | 3,4 | 45,5   | 28,6   | 80,0  | 0,7 | 0,2 | 0,1 | 0,1 | 1,1 |

## Interlandcarrière
Čančar nam met zijn landgenoten deel aan het Europees kampioenschap basketbal mannen in 2017 in Istanboel. In de finale versloeg Slovenië het Servisch basketbalteam en werden zo voor het eerst Europees kampioen. Hij nam met Slovenië ook deel aan de Olympische Zomerspelen in Parijs. Slovenië bereikte de halve finales waarin er met één punt werd verloren van Frankrijk. In de troostfinale was Australië te sterk zodat Čančar met Slovenië net naast een Olympische medaille greep.
0 Braun ·
1 Porter ·
5 Caldwell-Pope ·
6 Jordan ·
7 Jackson ·
8 Watson ·
10 White ·
11 Brown ·
13 Bryant ·
14 Smith ·
15 Jokić ·
21 Gillespie ·
22 Nnaji ·
27 Murray ·
31 Čančar ·
32 Green ·
50 Gordon ·
Coach Malone